# Culicoides kolymbiensis
Culicoides kolymbiensis är en tvåvingeart som beskrevs av Boorman 1988. Culicoides kolymbiensis ingår i släktet Culicoides och familjen svidknott.
Artens utbredningsområde är Grekland. Inga underarter finns listade i Catalogue of Life.